# جائزة الملك خالد
جائزة الملك خالد جائزة سعودية تقديرية انطلقت عام 2009م، وتقدمها مؤسسة الملك خالد الخيرية من عاصمة المملكة الرياض، وتمنحها نظير التميز في التنمية الاجتماعية المستدامة، لكلًا من الأفراد والمنظمات غير الربحية والقطاع الخاص، في ثلاثة فروع رئيسية، وهي أقرب ما تكون إلى منصة تعليمية وتطويرية لأنها تقدم خلال العام دورات وبرامج تدريبية وورش عمل وفق خطط مدروسة لدعم الاستدامة المجتمعية، ويرأس هيئتها الأمير فيصل بن خالد بن عبد العزيز أمير منطقة عسير سابقًا ورئيس مجلس إدارة جائزة أبها.

## فروع الجائزة
- الاستدامة: يستهدف منشآت القطاع الخاص.
- التميز: يستهدف المنظمات غير الربحية.
- شركاء التنمية: يستهدف الأفراد والمجموعات ذوي المبادرات التطوعية المميزة.[3][6]